# Eupithecia inassignata
Eupithecia inassignata es una especie de polilla de la familia Geometridae. La especie fue descrita por primera vez por Claude Herbulot habiendo sido descrita en 1988, con distribución en Camerún. El holotipo de la especie fue descrita en Monte Camerún, en el sector Musake, a aproximadamente 1830 metros (6003,9 pies) de altitud.